# Battaglia della strada di Raate
La battaglia della strada di Raate fu combattuta tra Finlandia e Unione Sovietica durante la guerra d'inverno, nel periodo compreso tra il 31 dicembre 1939 e l'8 gennaio 1940. La battaglia fu parte di uno scontro più ampio che si svolse in due fasi: la prima fu combattuta nei dintorni del villaggio finlandese di Suomussalmi (battaglia di Suomussalmi) e la seconda sulla strada per Suomussalmi che passava attraverso il villaggio di Raate. I due scontri si risolsero in una duplice vittoria per i finlandesi, sebbene in ultimo poco influente sul generale andamento del conflitto, il cui equilibrio strategico si giocava più a sud, sull'istmo careliano.

## Contesto strategico
La Germania e l'Unione Sovietica, il 23 agosto 1939, avevano stipulato il patto Molotov-Ribbentrop, che includeva una clausola segreta sulla "spartizione" dell'Europa centro-orientale in zone d'influenza: la Finlandia ricadde nell'orbita sovietica, così come la parte orientale della Polonia, invasa e annessa nel settembre-ottobre 1939. Tuttavia Mosca era sospettosa nei confronti della dirigenza nazista, che si credeva avrebbe prima o poi sferrato un attacco all'URSS, sebbene per allora la Germania avesse rischierato le proprie armate sul fronte occidentale; perciò Iosif Stalin diede inizio a una serie di trattative con la Finlandia, indipendente dall'Impero russo dal 1917. L'idea del dittatore era effettuare uno scambio di territori per bloccare l'accesso al golfo di Finlandia e impedire che il paese finnico potesse divenire una piattaforma d'attacco verso Leningrado.
Le trattative tra i due paesi, fino a quel momento vincolate da un trattato territoriale (1920) e da un patto di non aggressione (1932), iniziarono il 12 ottobre, due giorni dopo l'invio di presidi dell'Armata Rossa in Estonia, Lettonia e Lituania e con l'arrivo a Mosca del plenipotenziario finlandese Juho Kusti Paasikivi: egli si trovò di fronte a una serie di richieste che presentavano un "carattere ultimativo". L'Unione Sovietica proponeva la cessione di 5529 km² nei distretti settentrionali di Repola e Porajärvi contro l'acquisizione di 2761 km², ottenuti dall'arretramento dei confini della Finlandia nell'istmo di Carelia e dalla cessione di isole e distretti (Suursaari, Koivisto, parte occidentale della penisola di Rybačij), nonché dall'affitto trentennale del porto di Hanko e la sua militarizzazione; Stalin, infine, richiese il diritto di ancoraggio per le navi sovietiche nella baia di Lappohja e lo smantellamento della linea Mannerheim in Carelia.
Le trattative durarono esattamente un mese e il 3 novembre, dopo una discussione durata tre ore, la delegazione finlandese respinse definitivamente le condizioni sovietiche; il commissario del popolo per gli affari esteri Vjačeslav Michajlovič Molotov chiuse l'incontro, evocando la soluzione militare e la rottura definitiva dei rapporti diplomatici. I negoziati proseguirono ma il 13 novembre il ministro degli esteri Eljas Erkko ebbe a dichiarare che non ci sarebbe stata alcuna soluzione pacifica se i sovietici non avessero ceduto su qualche punto. Il giorno stesso le relazioni diplomatiche furono interrotte e la Finlandia iniziò la mobilitazione delle sue forze armate. Alle ore 15:45 del 26 novembre sette colpi di cannone, provenienti dal villaggio di Mainila, uccisero alcuni soldati sovietici; la reazione di Mosca fu immediata, con l'invio a Juho Kusti Paasikivi di una nota di protesta, la richiesta di arretramento delle truppe finlandesi sulla frontiera di 25 chilometri e la denuncia del patto di non aggressione del 1932. Helsinki replicò che le cannonate erano di origine sovietica e che la Finlandia era disponibile ad arretrare le sue truppe nella misura richiesta, a condizione che Mosca facesse altrettanto; la proposta finlandese fu respinta e il 29 novembre Mosca notificò la completa interruzione delle relazioni diplomatiche con la Finlandia. Il 30 l'Armata Rossa mosse in forze contro i confini finlandesi, dando avvio alla guerra d'inverno; l'Unione Sovietica, espulsa dalla Società delle Nazioni, s'aspettava una facile e rapida vittoria, ma al contrario cozzò contro l'inaspettata resistenza dell'esercito finlandese, il quale sfruttò a proprio vantaggio il rigido inverno e la conoscenza del territorio.

## La battaglia

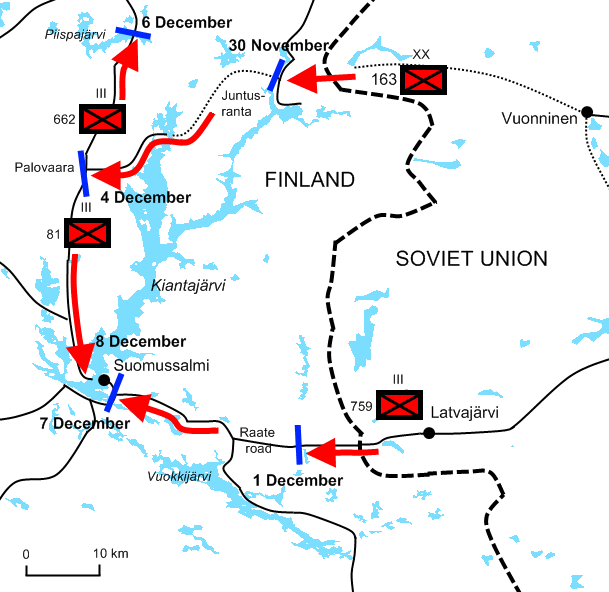
I movimenti delle divisioni sovietiche nel settore di Suomussalmi-Raate: nella porzione destra della mappa si individua l'omonima strada

Uno degli elementi chiave della strategia sovietica nell'attacco alla Finlandia era una rapida azione dalla Carelia sovietica verso il Golfo di Botnia, in modo da tagliare in due la Finlandia per impedire sia l'afflusso di rifornimenti via terra attraverso la frontiera con la Svezia, sia il paventato intervento delle truppe delle potenze occidentali. Alla 9ª Armata del generale Michail Pavlovič Duchanov fu affidato il compito di marciare su Kemi e Oulu, all'estremità settentrionale del Golfo di Botnia, per realizzare questo piano strategico: egli organizzò così due azioni indipendenti. A nord, la 122ª Divisione fanteria doveva raggiungere Kemi marciando verso Rovaniemi, capitale della Lapponia finlandese, lungo la strada che correva attraverso il villaggio di Salla e lo snodo ferroviario di Kemijärvi; più a sud, la forza principale di Duchanov doveva raggiungere Oulu, avanzando verso l'interno della Finlandia su tre colonne. A tale scopo l'81º e il 662º reggimento della 163ª Divisione fanteria (maggior generale Andrej Zelentsov) mossero lungo la strada di Juntusranta mentre un terzo reggimento, il 759°, avanzò verso ovest per la strada di Raate, circa 50 km più a sud della strada di Juntusranta; infine la terza colonna, formata da elementi della 54ª Divisione da montagna di base a Repola, avanzò verso nord-ovest lungo la strada per il villaggio di Kuhmo. Le tre colonne erano separate l'una dall'altra da decine di chilometri di terreno fitto di boschi e laghi, già coperto di neve e impraticabile per i mezzi meccanici. Le diverse formazioni non avevano alcuna possibilità di cooperare fra di loro, potevano muoversi solo in lunghe file seguendo il percorso delle strade, non potevano raggrupparsi per meglio organizzare la difesa o l'attacco, ed erano prive di adeguato equipaggiamento e vestiario per affrontare le rigide temperature dell'inverno a quelle latitudini.
Intanto, sulla strada di Raate, la 44ª Divisione fanteria motorizzata, arruolata in Ucraina, era in attesa di intervenire in supporto dell'avanzata. Raggiunta Palovaara, il 666º e l'81º Reggimento si separarono: quest'ultimo fu dirottato verso sud in direzione di Suomussalmi, il primo fu inviato a nord per sviluppare una manovra di aggiramento ma, bloccato alle strettoie di Piispajärvi dal 16º Battaglione fanteria finlandese, spese due giorni cercando di forzarne le difese; l'arrivo di rinforzi per i finlandesi (6º Battaglione fanteria in bicicletta, 65º Battaglione di fanteria) consentì loro, l'8 dicembre 1939, di passare al contrattacco e respingere i sovietici. Nel frattempo, l'81º e il 759º Reggimento sovietici si erano riuniti e avevano catturato, alla sera del 9 dicembre, il villaggio di Suomussalmi, abbandonato e dato alle fiamme dai finlandesi.
Al 9 dicembre le truppe finlandesi disponibili nell'area di Suomussalmi per contrastare l'offensiva sovietica totalizzavano circa 5000 uomini, al comando del colonnello Hjalmar Siilasvuo: in inferiorità numerica, Siilasvuo decise di separare le due divisioni sovietiche e ingaggiarle separatamente. L'11 i finlandesi occuparono la strada di Raate, stabilendo una posizione difensiva per bloccare l'avanzata della 44ª Divisione, e due giorni dopo attaccarono le posizioni della 163ª Divisione, a Suomussalmi e sulla strada di Juntusranta, ottenendo un'importante vittoria. Mentre Siilasvuo era ancora impegnato a Suomussalmi, sulla strada di Raate la 44ª Divisione si era trincerata lungo i 25 chilometri di strada occupati dalla lunga colonna di uomini e mezzi: furono scavate buche nel suolo gelato e furono tagliati gli alberi ai lati della strada, sia per avere un campo di tiro più libero che per usare i tronchi e le fronde degli alberi come riparo dal freddo. Il 31 dicembre, appena tre giorni dopo aver sconfitto la 163ª Divisione a Suomussalmi, Siilasvuo iniziò le operazioni per tagliar fuori e distruggere la 44ª Divisione. Fu realizzata una pista nella neve che ricopriva la superficie ghiacciata del ramo del lago Niskanselkã, che correva parallelamente alla strada di Raate circa 10 km a sud della stessa, al coperto della densa foresta che separava il lago dalla strada. Lungo questa pista i finlandesi poterono trasportare il loro equipaggiamento pesante e raggrupparsi per portare l'attacco, concentrandosi su più punti dello schieramento sovietico al fine di spezzettarlo; centinaia di sciatori, al riparo della foresta, circondarono i sovietici sull'altro lato della strada. La maggior parte degli uomini di Siilasvuo era formata da boscaioli, abituati alle condizioni climatiche del nord della Finlandia e a muoversi agilmente nell'intrico della foresta innevata utilizzando gli sci: al contrario, molti dei soldati della 44ª Divisione provenivano dalle pianure dell'Ucraina e avevano problemi di ambientamento nel paesaggio boscoso della regione. Questa differenza ebbe un ruolo importante nel determinare le sorti della battaglia.

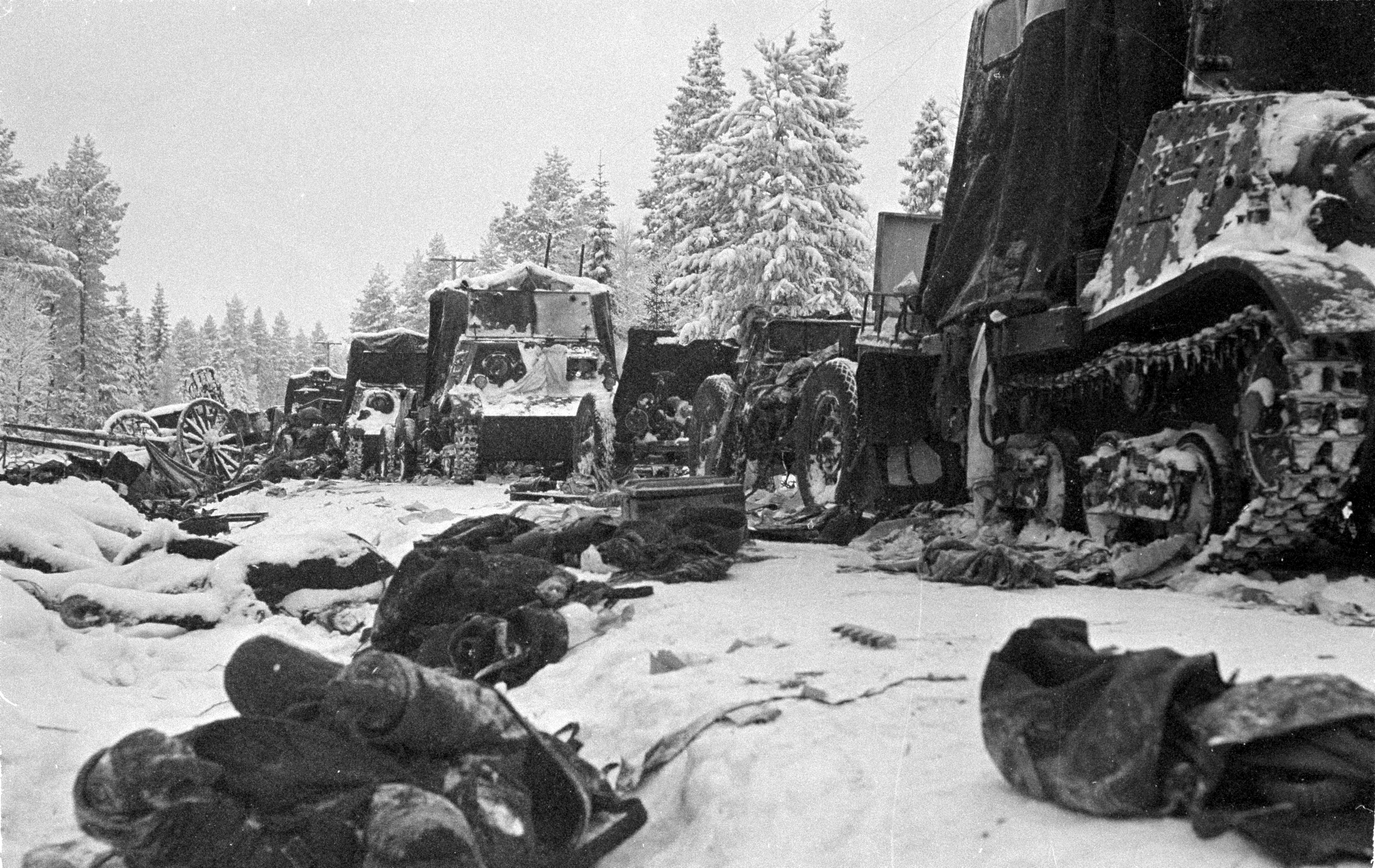
Veicoli e corpi di soldati sovietici della 44ª Divisione disseminati lungo la strada di Raate

All'alba del 5 gennaio 1940, i finlandesi lanciarono l'attacco: al riparo della foresta incominciarono a sparare contro i sovietici che si trovarono esposti all'intenso fuoco nemico; presto le comunicazioni fra i vari reparti sovietici divennero possibili solo per mezzo dei veicoli corazzati. La resistenza sovietica fu accanita ma, alla sera, i genieri finlandesi fecero saltare il ponte di Purasjoki, tagliando ai russi la via della ritirata e la possibilità di ricevere rinforzi e rifornimenti. Il mattino successivo i finlandesi incominciarono a penetrare attraverso le linee sovietiche, stabilendo blocchi stradali — protetti da mine, artiglieria controcarri e mitragliatrici — che spezzettarono la colonna sovietica in più tronconi, accerchiati e isolati dal resto della colonna: si trattava della tattica finlandese detta motti, alla lettera "catasta di legna" (implicava l'idea di fare a pezzi, poco alla volta, le "cataste" di reparti avversari).
I sovietici cercarono di aggirare i blocchi stradali finlandesi spingendo gruppi di carri armati ai lati della strada, dove però l'intrico della foresta impedì qualsiasi manovra ai mezzi che, perciò, furono costretti ad attaccare frontalmente le posizioni finlandesi: subirono pesanti perdite a causa delle mine e del tiro dell'artiglieria anticarro. Durante la notte, mentre i finlandesi si stringevano sempre più attorno alle "motti", centinaia di soldati russi, molti dei quali erano senza cibo da cinque giorni, abbandonarono il loro equipaggiamento e si diedero alla fuga attraverso la foresta a nord della strada, finendo sotto il tiro degli sciatori finlandesi: alcune unità cercarono disperatamente di aprirsi la strada combattendo attraverso le linee nemiche. All'alba i finlandesi incominciarono i rastrellamenti delle trincee sovietiche e due giorni dopo la battaglia era finita. La 44ª Divisione aveva perso in combattimento circa 3400 uomini fra morti, feriti e dispersi, bilancio aggravato dalla cattura, da parte finlandese, di circa 1300 prigionieri, notevoli quantità di armi, munizioni, equipaggiamenti pesanti e moderni apparati di radiocomunicazione.
Riorganizzate le proprie forze, a metà gennaio 1940 il colonnello Siilasvuo diresse le sue forze verso sud, la 54ª Divisione da montagna, sebbene allungata lungo la strada di Kuhmo, si era preparata alla difesa trincerandosi nel terreno. Il 28 gennaio 1940 i finlandesi attaccarono bloccando la via della ritirata ai sovietici e frazionando la divisione in tre tronconi; tuttavia, questa volta, Siilasvuo non riuscì a ripetere il successo di Suomussalmi e i sovietici, grazie anche ai rifornimenti aerei, riuscirono a resistere agli attacchi finlandesi fino alla fine della guerra.

## Conseguenze
Le perdite finlandesi nella duplice battaglia ammontarono, secondo i dati ufficiali finnici, a 900 morti e 1770 feriti. I dati relativi al numero delle vittime sovietiche divergono a seconda della fonte: in quelle finlandesi si varia fra 13000 e 27500 morti. I rapporti dell'Armata Rossa, stilati dopo la guerra, forniscono informazioni precise solo per la 44ª Divisione. Questi dati danno le perdite sovietiche al 7 gennaio 1940 a 1001 morti, 1430 feriti, 2243 dispersi e 82 morti per congelamento. Le perdite totali delle due divisioni, a Suomussalmi e sulla strada di Raate, dovrebbero essere state di circa 8500 morti, 5000 dispersi e 32500 feriti.
La vittoria sulla strada di Raate distrusse la 44ª Divisione, un reparto di élite dell'Armata Rossa, ebbe grande importanza per la Finlandia e conobbe notevole risalto internazionale: risollevò il morale dell'esercito, rafforzò il fronte interno e pose fine a ogni ulteriore tentativo sovietico di penetrare nella Finlandia settentrionale. La notizia della vittoria finlandese divenne il titolo di prima pagina dei maggiori quotidiani mondiali; le foto della strada di Raate, con le lunghe file dei veicoli sovietici distrutti o abbandonati, la marcia dei prigionieri e i corpi dei soldati russi abbandonati nella neve, fecero il giro del mondo diventando il simbolo della guerra e della disfatta sovietica, e inflissero un duro colpo all'immagine e alla reputazione dell'Armata Rossa.
La vittoria di Raate, insieme a quella di Tolvajärvi, portò l'opinione pubblica finlandese a credere alla possibilità che la Finlandia potesse vincere la guerra. Alcuni giornali finlandesi si spinsero a prevedere che le sconfitte subite dall'Armata Rossa sul fronte settentrionale avrebbero portato al crollo dell'Unione Sovietica. Dal punto di vista strategico, tuttavia, la vittoria riportata dai finlandesi ebbe effetti poco importanti sull'andamento generale della guerra. Infatti, anche se aveva portato alla distruzione di due divisioni di fanteria avversarie e aveva allontanato la minaccia sovietica dalla Finlandia settentrionale, aveva nel contempo costretto il maresciallo Carl Gustaf Emil Mannerheim, comandante supremo delle forze armate finlandesi, a spostare a nord quasi tutte le sue riserve, indebolendo così le posizioni finniche sul fronte strategicamente molto più importante dell'istmo careliano. Il capo della delegazione finlandese nei negoziati con l'Unione Sovietica, Juho Kusti Paasikivi, riassunse così i risultati conseguiti dall'esercito finlandese nel nord del paese: